# 阿洛伊斯·克里斯蒂安·克诺尔
阿洛伊斯·克里斯蒂安·克诺尔（德語：Alois Christian Knoll；1961年3月19日—），漢名孔安诺，生于德国巴登-符腾堡斯图加特，计算机科学家，慕尼黑工业大学，计算信息与技术学院（原计算机科学学院）教授，担任该学院机器人、人工智能和实时系统研究所所长。他在人机交互、神经机器人以及自动化系统领域做出了开创性贡献。

## 个人简介
阿洛伊斯·克诺尔于1985年毕业于斯图加特大学电子工程/通信工程专业，于1988年获得柏林工业大学博士学位，并获得最高荣誉学位。1985年至1993年，他在柏林工业大学计算机科学学院工作，于1993年获得了计算机科学的特许任教资格。
1993年至2001年，他担任比勒菲尔德大学全职教授，并创立了计算机工程研究所。2001年至2004年，他担任弗劳恩霍夫研究院自主智能系统研究所所长，同时担任该研究所指导委员会委员。在那里，他还担任过面向教育目的的机器人和机器人套件研究小组的负责人。正是从这个小组开始，于2002年推出了“Roberta”计划，最初旨在鼓励更多女孩参与机器人技术的学习。在这个研究组中，他们构思了“Robotino”机器人的前身，并于2006年首次建造和推出，并由Festo-Didactic持续进行改进。
自2001年以来，他一直担任慕尼黑工业大学计算机科学系的教授，该系于2022年10月合并为慕尼黑工业大学计算、信息与技术学院（CIT）。
2009年，他成为巴伐利亚州研究机构Fortiss创立者，并担任Fortiss科研主任直至2018年。2007年至2009年，他担任欧盟最高信息和通信技术咨询委员会的信息社会及科技咨询小组成员。他同时也是该委员会未来与新兴科技分委会成员，该分委会负责欧盟旗舰项目，他也参与撰写了该机构的第一次工作报告。2011年至2021年，他担任新加坡TUMCREATE研究院首席研究员，并领导区域互联设计与分析小组。2017年至2021年，他担任新加坡南洋理工大学计算机科学与工程学院的客座教授。
在2007年至2009年期间，他是欧盟最高的信息技术咨询机构ISTAG（信息社会技术咨询小组）的成员，并参与设计了欧盟未来和新兴技术计划下的欧盟旗舰项目。他是首届FET旗舰报告的合著者。从2013年到2023年，他负责欧盟未来和新兴技术计划旗舰项目“人脑计划”的神经机器人子项目。
从2019年到2020年，他担任西门子移动智能交通系统ITS（现为Yunex GmbH）的首席数字官。

## 科学研究
他的研究领域包括认知传感器机器人、多传感器数据融合、自主系统、嵌入式系统开发：在汽车、制造、医学和智能交通系统的应用领域中。在这些领域，他发表了1000多篇同行评议的科学论文，并担任国际科学期刊的编辑和会议组织者，其中包括《神经机器人学前沿》期刊的主编。
他创办了IEEE的“Humanoids”会议系列，并担任了Humanoids2000的程序委员会主席。2015年，他担任了德国汉堡举办的IEEE国际机器人与智能系统大会（IROS）的程序主席。他还帮助创办了IEEE的Cyborgs and Bionic Systems（CBS）会议系列，并在CBS 2017上发表了系列的第一场主题演讲。他担任了2019年在德国慕尼黑举办的CBS的总主席，并是IEEE机械人与仿生系统技术委员会的创始成员，该委员会负责处理有关机械人与仿生系统的技术事务。
Alois Knoll指导了大量的博士和博士后学生，并帮助他们获得学位。他的多名研究生和博士后研究人员也成为教授，有些直接成为教授，有些则通过其他职位晋升，其中包括Guang Chen、Manuel Giuliani、Florian Röhrbein和Jianwei Zhang。在教学领域，他的一项重要工作是在2010年创建了硕士课程“机器人学、认知和智能”。该课程刚开始时只有几名学生，如今已成为慕尼黑工业大学计算机科学系第二大规模的课程。他还与Klaus Kuhn共同创办了“健康信息科学研究生院”（Graduate School for Information Science in Health）并在2008年至该研究生院被转移到“慕尼黑生物医学工程研究所”之前一直担任领导职务。
他参与了大量国内外的大规模科学项目，既作为合作伙伴，也作为各种资助机构的协调人，其中包括欧洲联盟、德国研究基金会、新加坡NRF、德国经济事务和能源部、德国教育和研究部、德国交通和数字基础设施部以及德国学术交流中心等。
Alois Knoll是Carl Ramsauer奖的获得者，也是东京大学的Fellow，并且是IEEE的Fellow。

## 代表作
- Yinlong Liu; Guang Chen; Alois Knoll, , IEEE Transactions on Pattern Analysis and Machine Intelligence, 2020: 1, PMID 32986545, S2CID 215786098, arXiv:1904.12717 , doi:10.1109/TPAMI.2020.3027047
- Alois Knoll; Christian Buckl; Karl-Josef Kuhn; Gernot Spiegelberg, , Automotive Systems and Software Engineering, 2019: 171–195
- Zhenshan Bing; Claus Meschede; Florian Röhrbein; Kai Huang; Alois Knoll, , Frontiers in Neurorobotics, 2018, 12: 1–22
- Guang Chen; Zhenshan Bing; Florian Röhrbein; Jörg Conradt; Kai Huang; Long Cheng; Zhuangyi Jiang; Alois Knoll, , IEEE Transactions on Cognitive and Developmental Systems, 2019: 1–12
- Alois Knoll; Marc-Oliver Gewaltig, , , Science/AAAS: 25–34, 2016  [2023-06-04], （原始内容存档于2021-09-10）
- Caixia Cai; Nikhil Somani; Alois Knoll,  (PDF), IEEE Transactions on Robotics, 2016, 32 (2): 452–461  [2023-06-04], S2CID 11552476, doi:10.1109/TRO.2016.2535443, （原始内容存档 (PDF)于2023-06-04）
- Alexey Natekin; Alois Knoll, , Frontiers in Neurorobotics, 2013, 7: 1–21
- Alois Knoll; Hermann Mayer; Christoph Staub; Robert Bauernschmitt,  (PDF), International Journal of Medical Robotics and Computer Assisted Surgery, 2012, 8 (4): 384–397  [2023-06-04], PMID 22605676, S2CID 11194708, doi:10.1002/rcs.1419, （原始内容存档 (PDF)于2023-06-04）
- Markus Huber; Alois Knoll; Thomas Brandt; Stefan Glasauer, , Annals of the New York Academy of Sciences, 2009: 380–382
- Giorgio Panin; Alois Knoll, , International Journal of Computer Vision, 2008, 78 (1): 107–118, S2CID 11975483, doi:10.1007/s11263-007-0083-7
- Alois Knoll; Torsten Scherer; Iris Poggendorf; Dirk Lütkemeyer; Jürgen Lehmann, , Biotechnology Progress, 2004, 20 (6): 1825–1835, PMID 15575718, S2CID 11620985, doi:10.1021/bp049759v
- Jianwei Zhang; Alois Knoll,  (PDF), IEEE Transactions on Industrial Electronics, 2003, 50 (4): 651–658  [2023-06-04], doi:10.1109/TIE.2003.814767, （原始内容存档 (PDF)于2023-06-05）
- Alois Knoll,  (PDF), Journal of the Franklin Institute, 2001, 338: 669–705  [2023-06-04], doi:10.1016/S0016-0032(01)00019-9, （原始内容存档 (PDF)于2023-06-04）
- Alois Knoll; B. Hildenbrandt; J. Zhang, , Proceedings of the IEEE International Conference on Robotics and Automation, 1997: 888–894
- Alois Knoll, , IEEE Transactions on Robotics and Automation, 1991, 7 (4): 449–467, Bibcode:1991ITRA....7..449K, doi:10.1109/70.86076